# Генеральна округа Латвія
Генера́льна окру́га Ла́твія, або Латві́йський генера́льний о́круг (нім. Generalbezirk Lettland, латис. Latvijas ģenerālapgabals) — генеральна округа нацистської Німеччини на території Латвії у 1941—1944 роках. Входила до складу Райхскомісаріату Остланд. Адміністративний центр — Рига. Керівник — генеральний комісар Отто Дрекслер. Утворена 25 липня 1941 року на окупованій німцями території Латвійської Республіки, що незадовго до того в 1940 році була окупована радянськими військами і включена до складу СРСР як Латвійська РСР. Припинила існування 14 жовтня 1944 року внаслідок повторної окупації Латвії радянськими військами.

## Історія
10 липня 1941 року всю територію Латвії окупувала нацистська Німеччина. 25 липня 1941 року о 12:00 було офіційно оголошено про утворення Генеральної округи Латвія як складової частини райхскомісаріату Остланд. Округою управляв генеральний комісар із місцеперебуванням у Ризі. Від самого початку Генеральним комісаром Латвії був державний радник, обербургомістр Любека д-р Отто-Генріх Дрекслер (25.07.1941 — 28.07.1944). З 28 липня 1944 р. обов'язки генерального комісара виконував начальник головного відділу Ганс фон Борке. Також до Генерального комісаріату входив вищий керівник СС і поліції Латвії, яким із 4 серпня 1941 до 19 жовтня 1944 р. був начальник поліції, окружний керівник НСДАП, бригадефюрер СС Вальтер Шредер, а з 7 по 25 квітня 1942 р. його обов'язки тимчасово виконував оберфюрер СС Карл Шефер.

## Адміністративно-територіальний поділ
Спочатку Генеральна округа Латвія поділялася на три округи: Лібавський, Мітавський та Ризький земельний округ (нім. Riga-Land). До останнього входила лише та частина Ризького повіту, яка лежить на південь від Західної Двіни. 1 вересня 1941 р. Генеральна округа Латвія розширилася до латвійсько-російського та латвійсько-естонського кордону з одночасним утворенням трьох нових округів: Дюнабурзького, Ризького міського і Вольмарського.
Станом на 1 червня 1944 року Генеральна округа Латвія складалася із шістьох округів:
- Вольмарський округ (нім. Kreisgebiet Wolmar)
  - Валькський повіт (нім. Kreis Walk)
  - Венденський повіт; центр — місто Венден (сучасний Цесіс).
  - Вольмарський повіт (нім. Kreis Wolmar)
- Дюнабурзький округ (нім. Kreisgebiet Dünaburg)
  - Дюнабург (нім. Dünaburg)
  - Абрененський повіт (нім. Kreis Abrehnen)
  - Дюнабурзький повіт (нім. Kreis Dünaburg)
  - Людзенський повіт (нім. Kreis Ludsen)
  - Розіттенський повіт (нім. Kreis Rositten)
- Лібавський округ (нім. Kreisgebiet Libau)
  - Лібава (нім. Libau)
  - Віндавський повіт (нім. Kreis Windau)
  - Гольдінгенський повіт (нім. Kreis Goldingen)
  - Газенпотський повіт (нім. Kreis Hasenpoth)
  - Лібавський повіт (нім. Kreis Libau)
  - Тальзенський повіт (нім. Kreis Talsen)
- Мітавський округ (нім. Kreisgebiet Mitau)
  - Мітава (нім. Mitau)
  - Баускеський повіт (нім. Kreis Bauske)
  - Іллюкстський повіт (нім. Kreis Illuxt)
  - Мітавський повіт (нім. Kreis Mitau)
  - Тукумський повіт (нім. Kreis Tuckum)
  - Якобштадський повіт (нім. Kreis Jakobstadt)
- Ризький міський округ (нім. Kreisgebiet Riga-Stadt)
  - Рига (нім. Riga)
- Ризький земельний округ (нім. Kreisgebiet Riga-Land)
  - Модонський повіт (нім. Kreis Modohn)
  - Ризький повіт (нім. Kreis Riga)

## Латвійське самоврядування
Наприкінці 1941 р. на території райхскомісаріату Остланд було створено цивільну адміністрацію. У травні 1942 р. було призначено формальний уряд Латвії, який не мав реальної влади і роботою якого керував генеральний комісаріат Латвії. Цей орган латвійського самоврядування мав такий вигляд:
- Генеральний директор внутрішніх справ — Оскарс Данкерс (1941—1944 роки): колишній латвійський генерал армії, командувач гарнізоном Лієпаї.
- Генеральний директор господарських справ — Вольдемар Загарс (1941—1943 рр.): колишній завідувач сектору торговельних і сільськогосподарських питань експортного відділу Міністерства фінансів Латвії.
- Генеральний директор фінансів — Яніс Скуєвіцс (1942—1944): колишній директор Департаменту господарства Латвійської Республіки та генеральний директор фінансів.
- Генеральний директор юстиції — колишній міністр фінансів Латвійської Республіки Альфред Валдманіс (1941—1943). Пізніше цю посаду обіймав колишній президент Латвійської Республіки Альберт Квієсіс (1943) і колишній виконувач обов'язків голови Палати правосуддя Теодор Звейнієкс (1944).
- Генеральний директор з освіти та культури, у той час ректор Ризького університету — Мартін Пріманіс (1941—1944): колишній ректор Латвійського університету.
- Генеральний директор транспорту і зв'язку — Оскар Лейманіс (1942—1944): колишній співробітник Головного управління латвійських залізниць Латвійської Республіки.
- Керівником ревізійного управління Латвійського уряду був Петеріс Ванагс.